# 亳州市第一中学
亳州市第一中学，简称亳州一中，创建于1910年，是安徽省亳州市的一所高级中学，为安徽省示范高中。

## 校史
亳州一中创建于1910年。1959年，被列入安徽省属重点中学。1999年，被评为安徽省级示范高中。

## 现状
学校现有两个校区，在职教职工402人，其中特级教师5人，高级教师151人。现有教学班92个，在校学生近6000人。

## 知名校友
- 卢秉恒：中国工程院院士。
- 张军：复旦大学长江特聘教授。
- 邵正元：天文学家。
- 仲星火：电影演员。